# Liste der Kulturdenkmale in Altensteig

In der Liste der Kulturdenkmale in Altensteig sind Bau- und Kunstdenkmale der Stadt Altensteig verzeichnet, die im „Verzeichnis der unbeweglichen Bau- und Kunstdenkmale und der zu prüfenden Objekte“ des Landesamts für Denkmalpflege Baden-Württemberg verzeichnet sind. Dieses Verzeichnis ist nicht öffentlich und kann nur bei „berechtigtem Interesse“ eingesehen werden. Die folgende Liste ist daher nicht vollständig und beruht auf anderweitig veröffentlichten Angaben.

## Altensteig

### Liste der Kulturdenkmale in derGesamtanlage Altensteig
| Bild           | Bezeichnung                           | Lage                                                             | Datierung | Beschreibung              | ID |
| -------------- | ------------------------------------- | ---------------------------------------------------------------- | --------- | ------------------------- | -- |
|                | Stadtbefestigung                      | Altensteig, Alte Steige, Haldenstraße, Kirchstraße, Paulusstraße |           | Geschützt nach § 2 DSchG  |    |
|                | Reste der Leonardskapelle             | Altensteig, Alte Steige 2 (Karte)                                |           | Geschützt nach § 2 DSchG  | BW |
|                | Wohnhaus                              | Altensteig, Alte Steige 6 (Karte)                                |           | Geschützt nach § 2 DSchG  | BW |
|                | Wohnhaus                              | Altensteig, Alte Steige 8 (Karte)                                |           | Erhaltenswertes Gebäude   | BW |
|                | Schmiede                              | Altensteig, Alte Steige 12 (Karte)                               |           | Geschützt nach § 2 DSchG  | BW |
| Weitere Bilder | Wohnhaus                              | Altensteig, Alte Steige 13 (Karte)                               |           | Erhaltenswertes Gebäude   |    |
| Weitere Bilder | Mittleres Schulhaus                   | Altensteig, Alte Steige 17 (Karte)                               |           | Geschützt nach § 2 DSchG  |    |
|                | Wohnhaus                              | Altensteig, Bädergäßchen 5 (Karte)                               |           | Geschützt nach § 2 DSchG  | BW |
| Weitere Bilder | Kaplanei                              | Altensteig, Blumenstraße 1 (Karte)                               |           | Geschützt nach § 2 DSchG  |    |
| Weitere Bilder | Wohnhaus                              | Altensteig, Blumenstraße 3 (Karte)                               |           | Geschützt nach § 2 DSchG  |    |
| Weitere Bilder | Wohnhaus                              | Altensteig, Blumenstraße 5 (Karte)                               |           | Geschützt nach § 2 DSchG  |    |
| Weitere Bilder | Gasthaus                              | Altensteig, Blumenstraße 7 (Karte)                               |           | Geschützt nach § 2 DSchG  |    |
| Weitere Bilder | Wohnhaus                              | Altensteig, Blumenstraße 8 (Karte)                               |           | Geschützt nach § 2 DSchG  |    |
| Weitere Bilder | Alter Friedhof                        | Altensteig, Dorferstraße (Karte)                                 |           | Geschützt nach § 2 DSchG  |    |
|                | Schlosskeller                         | Altensteig, Dorferstraße 2 (Karte)                               |           | Geschützt nach § 2 DSchG  | BW |
|                | Wohn- und Geschäftshaus               | Altensteig, Gartenstraße 1 (Karte)                               |           | Erhaltenswertes Gebäude   | BW |
|                | Wohn- und Geschäftshaus               | Altensteig, Gartenstraße 3 (Karte)                               |           | Geschützt nach § 2 DSchG  | BW |
|                | Wohnhaus                              | Altensteig, Gartenstraße 5 (Karte)                               |           | Erhaltenswertes Gebäude   | BW |
|                | Remise                                | Altensteig, Gartenstraße 7 (Karte)                               |           | Geschützt nach § 2 DSchG  | BW |
|                | Geländer                              | Altensteig, Haldenstraße                                         |           | Erhaltenswertes Bauteil   |    |
| Weitere Bilder | Wohnhaus                              | Altensteig, Haldenstraße 2 (Karte)                               |           | Geschützt nach § 2 DSchG  |    |
| Weitere Bilder | Villa                                 | Altensteig, Haldenstraße 4 (Karte)                               |           | Geschützt nach § 2 DSchG  |    |
| Weitere Bilder | Grünanlage                            | Altensteig, Haldenstraße                                         |           | erhaltenswerte Grünfläche |    |
|                | Keller                                | Altensteig, Hanfgässchen 19 (Karte)                              |           | Geschützt nach § 2 DSchG  | BW |
|                | Keller                                | Altensteig, Hanfgässchen 23 (Karte)                              |           | Geschützt nach § 2 DSchG  | BW |
| Weitere Bilder | Wohnhaus                              | Altensteig, Hohenbergstraße 2 (Karte)                            |           | Geschützt nach § 2 DSchG  |    |
|                | Grünanlage                            | Altensteig, Karlstraße                                           |           | Erhaltenswerte Grünanlage |    |
|                | Wohnhaus                              | Altensteig, Kirchstraße 1 (Karte)                                |           | Erhaltenswertes Gebäude   | BW |
| Weitere Bilder | Gasthaus Engel                        | Altensteig, Kirchstraße 4 (Karte)                                |           | Geschützt nach § 2 DSchG  |    |
| Weitere Bilder | Wohnhaus                              | Altensteig, Kirchstraße 5 (Karte)                                |           | Geschützt nach § 2 DSchG  |    |
| Weitere Bilder | Wohnhaus                              | Altensteig, Kirchstraße 6 (Karte)                                |           | Geschützt nach § 2 DSchG  |    |
|                | Schule                                | Altensteig, Kirchstraße 6/1 (Karte)                              |           | Geschützt nach § 2 DSchG  | BW |
| Weitere Bilder | Wohnhaus                              | Altensteig, Kirchstraße 7 (Karte)                                |           | Geschützt nach § 2 DSchG  |    |
| Weitere Bilder | Wohn- und Geschäftshaus               | Altensteig, Kirchstraße 8 (Karte)                                |           | Geschützt nach § 2 DSchG  |    |
| Weitere Bilder | Pfarrhaus                             | Altensteig, Kirchstraße 9 (Karte)                                |           | Geschützt nach § 2 DSchG  |    |
| Weitere Bilder | Schule                                | Altensteig, Kirchstraße 10 (Karte)                               |           | Geschützt nach § 2 DSchG  |    |
| Weitere Bilder | Marktbrunnen                          | Altensteig, neben Kirchstraße 10 (Karte)                         |           | Geschützt nach § 28 DSchG |    |
| Weitere Bilder | Neues Schloss                         | Altensteig, Kirchstraße 11/1 (Karte)                             |           | Geschützt nach § 28 DSchG |    |
| Weitere Bilder | Altes Schloss                         | Altensteig, Kirchstraße 11/2 (Karte)                             |           | Geschützt nach § 28 DSchG |    |
| Weitere Bilder | Wohnhaus                              | Altensteig, Kirchstraße 12 (Karte)                               |           | Geschützt nach § 2 DSchG  |    |
| Weitere Bilder | Schule                                | Altensteig, Kirchstraße 13 (Karte)                               |           | Geschützt nach § 2 DSchG  |    |
| Weitere Bilder | Wohnhaus                              | Altensteig, Kirchstraße 14 (Karte)                               |           | Geschützt nach § 2 DSchG  |    |
| Weitere Bilder | Wohnhaus                              | Altensteig, Kirchstraße 16 (Karte)                               |           | Erhaltenswertes Gebäude   |    |
| Weitere Bilder | Evangelische Stadtkirche              | Altensteig, Kirchstraße 17 (Karte)                               |           | Geschützt nach § 28 DSchG |    |
| Weitere Bilder | Steinbank, "Königsbank"               | Altensteig, bei Kirchstraße 17 (Karte)                           |           | Geschützt nach § 2 DSchG  |    |
| Weitere Bilder | Brunnentrog                           | Altensteig, bei Kirchstraße 17                                   |           | Geschützt nach § 2 DSchG  |    |
| Weitere Bilder | Wohnhaus                              | Altensteig, Kirchstraße 22 (Karte)                               |           | Prüffall                  |    |
| Weitere Bilder | Brunnen                               | Altensteig, Kirchstraße 22 (Karte)                               |           | Geschützt nach § 2 DSchG  |    |
| Weitere Bilder | Grünanlage                            | Altensteig, Kirchstraße                                          |           | erhaltenswerte Grünanlage |    |
|                | Wohnhaus                              | Altensteig, Mühlstraße 5 (Karte)                                 |           | Erhaltenswertes Gebäude   | BW |
|                | Wohnhaus                              | Altensteig, Mühlstraße 7 (Karte)                                 |           | Erhaltenswertes Gebäude   | BW |
|                | Wohnhaus                              | Altensteig, Mühlstraße 9 (Karte)                                 |           | Erhaltenswertes Gebäude   | BW |
| Weitere Bilder | Rathaus                               | Altensteig, Paulusstraße 4 (Karte)                               |           | Geschützt nach § 28 DSchG |    |
| Weitere Bilder | Wohnhaus                              | Altensteig, Paulusstraße 5                                       |           | Geschützt nach § 2 DSchG  |    |
| Weitere Bilder | Gasthaus                              | Altensteig, Paulusstraße 6                                       |           | Prüffall                  |    |
| Weitere Bilder | Wohnhaus                              | Altensteig, Paulusstraße 7 (Karte)                               |           | Geschützt nach § 2 DSchG  |    |
| Weitere Bilder | Wohnhaus                              | Altensteig, Paulusstraße 9 (Karte)                               |           | Geschützt nach § 2 DSchG  |    |
| Weitere Bilder | Doppelwohnhaus                        | Altensteig, Paulusstraße 11/13 (Karte)                           |           | Geschützt nach § 2 DSchG  |    |
| Weitere Bilder | Wohnhaus                              | Altensteig, Paulusstraße 15 (Karte)                              |           | Erhaltenswertes Gebäude   |    |
| Weitere Bilder | Apotheke                              | Altensteig, Paulusstraße 17 (Karte)                              |           | Geschützt nach § 2 DSchG  |    |
| Weitere Bilder | Wohn- und Geschäftshaus, Bäck-Schwarz | Altensteig, Paulusstraße 19 (Karte)                              |           | Geschützt nach § 2 DSchG  |    |
|                | Wohnhaus                              | Altensteig, Paulusstraße 25 (Karte)                              |           | Erhaltenswertes Gebäude   | BW |
|                | Wohnhaus                              | Altensteig, Paulusstraße 26 (Karte)                              |           | Geschützt nach § 2 DSchG  | BW |
|                | Wohnhaus                              | Altensteig, Paulusstraße 27 (Karte)                              |           | Erhaltenswertes Gebäude   | BW |
|                | Wohnhaus                              | Altensteig, Paulusstraße 29 (Karte)                              |           | Erhaltenswertes Gebäude   | BW |
|                | Wohnhaus                              | Altensteig, Paulusstraße 31 (Karte)                              |           | Erhaltenswertes Gebäude   | BW |
|                | Gartentor                             | Altensteig, gegenüber Paulusstraße 37                            |           | erhaltenswertes Bauteil   |    |
|                | Wohnhaus                              | Altensteig, Schillerstraße 2 (Karte)                             |           | Erhaltenswertes Gebäude   | BW |
|                | Scheune                               | Altensteig, Welkerstraße 25                                      |           | Geschützt nach § 2 DSchG  |    |

## Berneck

### Liste der Kulturdenkmale in derGesamtanlage Berneck
| Bild           | Bezeichnung                                                  | Lage                                              | Datierung | Beschreibung              | ID |
| -------------- | ------------------------------------------------------------ | ------------------------------------------------- | --------- | ------------------------- | -- |
|                | Stadtbefestigung                                             | Berneck, Kirchgasse, Schlosssteige                |           | Geschützt nach § 2 DSchG  |    |
|                | Treppenanlage                                                | Berneck, Neben Am See                             |           | erhaltenswertes Bauteil   |    |
|                | Ehemalige Bannmühle mit Mühlkanal, Mühlweiher und Grünfläche | Berneck, Am See 14 (Karte)                        |           | Geschützt nach § 2 DSchG  | BW |
|                | Wohnhaus                                                     | Berneck, Bruderweg 2 (Karte)                      |           | erhaltenswertes Gebäude   | BW |
|                | Wohnhaus                                                     | Berneck, Calwer Straße 17 (Karte)                 |           | erhaltenswertes Gebäude   | BW |
|                | Wohnhaus                                                     | Berneck, Kirchgasse 1 (Karte)                     |           | erhaltenswertes Gebäude   | BW |
|                | Wohnhaus                                                     | Berneck, Kirchgasse 3 (Karte)                     |           | erhaltenswertes Gebäude   | BW |
|                | Einhaus                                                      | Berneck, Kirchgasse 7 (Karte)                     |           | Geschützt nach § 2 DSchG  | BW |
|                | Wohnhaus                                                     | Berneck, Kirchgasse 9 (Karte)                     |           | erhaltenswertes Gebäude   | BW |
|                | Schule                                                       | Berneck, Kirchgasse 11 (Karte)                    |           | Geschützt nach § 2 DSchG  | BW |
|                | Wohnhaus                                                     | Berneck, Kirchgasse 12 (Karte)                    |           | erhaltenswertes Gebäude   | BW |
| Weitere Bilder | Evangelische Laurentiuskirche                                | Berneck, Kirchgasse 15 (Karte)                    |           | Geschützt nach § 28 DSchG |    |
|                | Grünanlage                                                   | Berneck, hinter Kirchgasse                        |           | erhaltenswerte Grünfläche |    |
|                | Treppenanlage                                                | Berneck, hinter Kirchgasse 12                     |           | erhaltenswertes Bauteil   |    |
|                | Rathaus                                                      | Berneck, Marktplatz 1 (Karte)                     |           | Geschützt nach § 2 DSchG  |    |
|                | Brunnen                                                      | Berneck, bei Marktplatz 1 (Karte)                 |           | erhaltenswertes Bauteil   | BW |
|                | Garten                                                       | Berneck, Schlosssteige, unterhalb Kirchgasse 2-10 |           | Geschützt nach § 2 DSchG  |    |
|                | Wohnhaus                                                     | Berneck, Schloßsteige 6 (Karte)                   |           | erhaltenswertes Gebäude   | BW |
|                | Wohnhaus                                                     | Berneck, Schloßsteige 8 (Karte)                   |           | erhaltenswertes Gebäude   | BW |
| Weitere Bilder | Schloss Berneck, Oberes Schloss                              | Berneck, Schloßsteige 20 (Karte)                  |           | Geschützt nach § 28 DSchG |    |
|                | Schloss Berneck, Unteres Schloss                             | Berneck, Schloßsteige 21 (Karte)                  |           | Geschützt nach § 28 DSchG | BW |
|                | Grünanlage                                                   | Berneck, Schloßsteige (Bereich)                   |           | erhaltenswerte Grünfläche |    |